# Gramand II de Bethsan
 (mai 2025).
Gramand II de Bethsan, mort vers 1220, est un croisé d'origine française qui devient seigneur de Bethsan dans le royaume de Jérusalem. Il est le fils d'Adam III de Bethsan, précédent seigneur de Bethsan, et de son épouse Helvis de Milly.
Par la lignée paternelle, il est issu d'une branche cadette de la maison de Béthune qui s'est installée dans le royaume de Jérusalem à l'issue de la première croisade et où elle a obtenu la seigneurie de Bethsan.
Peu avant novembre 1179, son père décède et il lui succède en tant que seigneur de Bethsan.
Il épouse en premières noces Julienne de Soissons, fille de Renaud de Soissons, maréchal de Chypre, et de Berthe de Beyrouth, avec qui il a deux enfants :
- Baudouin de Bethsan, qui succède à son père ;
- Thibaut de Bethsan, chevalier, qui participe à la défense de Tripoli en 1289 où il perd la vie.

Il épouse en secondes noces Agnès Embriaco, fille de Guillaume II Embriaco, seigneur du Gibelet, et de son épouse Sancha, avec qui il a un enfant :
- Helvis de Bethsan, qui épouse Roland de Lucca.

En 1183, Bethsan est conquis par les Ayyoubides du sultan Saladin, et les croisés ne parviennent pas reprendre ce territoire dans les années suivantes. En 1187, après la bataille de Hattin, ces terres sont définitivement perdues et restent entre les mains de musulmans. 
Il meurt vers 1220 et son fils aîné Baudouin de Bethsan lui succède comme nouveau seigneur-titulaire de Bethsan, bien qu'il ne possède jamais la seigneurie dans les faits.